# Brand (Halvorsen)
Brand, De usynliges kor is een compositie van Johan Halvorsen. Hij schreef deze muziek voor de toneelvoorstelling van 14 september tot en met 28 december 1904. Halvorsen was toen muzikaal directeur en dirigent bij het Nationaltheatret in Oslo. De muziek is geschreven ter uitvoering bij/tijdens de vijfde akte van het toneelstuk Brand van Henrik Ibsen. De meeste muziek die avonden was afkomstig van andere componisten, voornamelijk van Ole Olsen, die al eerder muziek schreef bij dit toneelstuk.  
De muziek bestaat uit koormuziek met begeleiding door strijkinstrumenten. De usynliges kor is Noors voor Het onzichtbare koor. Na de voorstellingen verdween de muziek in de la om er vervolgens nooit meer uit te komen. Er zijn alleen manuscripten van bewaard gebleven.